# Paraclinus ditrichus
Paraclinus ditrichus is een  straalvinnige vissensoort uit de familie van slijmvissen (Labrisomidae). De wetenschappelijke naam van de soort is voor het eerst geldig gepubliceerd in 1969 door Rosenblatt & Parr.
De soort staat op de Rode Lijst van de IUCN als Onzeker, beoordelingsjaar 2007.